# Herbert Dill
Herbert Eduard Werner Dill (* 31. Dezember 1908 in Berlin; † 24. April 1942 in Berlin) war ein deutscher Leichtathlet und Olympiateilnehmer, der in den 1930er Jahren im 50-km-Gehen erfolgreich war. Bei den Europameisterschaften 1938 gewann er die Silbermedaille (4:43:54,0 h). Bei den Olympischen Spielen 1936 belegte er Platz 16 (4:51:26,0 h).
Herbert Dill gehörte dem Verein Reichsbahn SV Berlin an. In seiner Wettkampfzeit war er 1,76 m groß und 62 kg schwer.